# Biserica Ortodoxă a Ciprului
Biserica Ortodoxă a Ciprului (în greacă Ἐκκλησία τῆς Κύπρου, transliterat: Ekklisía tîs Kýprou, în turcă Kıbrıs Kilisesi) este una din bisericile autocefale ale comuniunii creștine ortodoxe iar teritoriul său este format din insula Cipru din Marea Mediterană. Biserica este condusă de Arhiepiscopul Noii Justiniane și Ciprului. Deși de-a lungul secolelor insula a fost ocupată de diferite nații, biserica și-a păstrat independența. Succesorul arhiepiscopului Chrisostom al II-lea este Gheorghe al III-lea al Ciprului, ales de către Sfântul Sinod al Bisericii Ciprului la 24 decembrie 2022 și întronizat la 8 ianuarie 2023.

## Istoric
Conform tradiției, creștinismul a fost adus în Cipru de către apostolul Barnaba, un evreu cipriot din primul secol. Evanghelistul Marcu este considerat a fi primul episcop al Ciprului. Autocefalia Bisericii din Cipru a fost stabilită în anul 431 la Sinodul din Efes, ignorând dorința Patriarhului Antiohiei de atunci. Acest statut a fost confirmat de împăratul roman Zenon în anul 478; acesta a permis arhiepiscopului "trei privilegii, și anume: să se semneze cu numele în chinovar (roșu aprins), să poarte purpuriu în loc de negru sub veșmintele preoțești și să folosească un sceptru imperial în locul cârjei de episcop" (toate acestea erau privilegii rezervate în acea vreme împăratului).
Invazia arabă din timpul sec. al VII-lea l-a obligat pe arhiepiscop să părăsească insula și să plece în Hellespont (strâmtoarea Dardanele), unde, sub protecția Împăratului Iustinian al II-lea, a întemeiat un nou oraș, numit Noua Justiniana, în cinstea împăratului. În anul 698, după ce arabii au fost alungați din Cipru, arhiepiscopul s-a reîntors în insulă, păstrîndu-și însă numele de Arhiepiscop al Noii Justiniane și Întregului Cipru. Dar diferitele cruciade din perioada 1191-1571 au făcut ca ierarhia ortodoxă să devină subordonată ocupanților francezi romano-catolici și venețienilor. Aceștia au impus reducerea numărului de episcopi ortodocși de la 14 la 4. Mai mult, episcopii romano-catolici se străduiau să obțină concesii cu privire la diferențele de doctrină și practică dintre cele două Biserici.
Între anii 1571 și 1832 ocupația otomană a readus ortodocșilor privilegiile pe care le aveau, mediul fiind însă mult mai nesigur, deoarece viețile și proprietățile lor erau permanent la dispoziția otomanilor. Sub regulile de guvernare otomane populația creștină din Cipru (Rum millet) era considerată națiune separată și unica biserică creștină acceptată era cea ortodoxă. Ei îl considerau pe arhiepiscop conducătorul politic al acestei națiuni, fiind responsabil și cu colectarea taxelor. Dar revoluția din 1821 pentru independența Ciprului a dus la moartea arhiepiscopului Ciprian al Ciprului și a mai multor membri ai ierarhiei, clerului și poporului ortodox cipriot.
În 1878, după preluarea controlului asupra Ciprului de către britanici, Biserica a dobândit mai multă libertate, inclusiv reintroducerea clopotelor în biserici. Totuși, amestecul serios al britanicilor în activitatea bisericească a dus la o răscoală în octombrie 1931, în urma căreia aceștia au adăugat anumite restricții la numirea arhiepiscopului. Ocupația britanică a durat până în 1960, când Ciprul și-a recăpătat independența, prin alegerea Arhiepiscopului Macarie în fruntea statului Cipru precum și la cârma Bisericii. Această combinație unică a funcționat până la moartea arhiepiscopului, în anul 1977.
Ca urmare a unei lovituri de stat militare în anul 1974, Turcia a invadat și ocupat o treime din insulă, formând un guvern independent, aproape toți ortodocșii mutându-se în partea greacă a insulei. De atunci, în părțile insulei ocupate de turci, proprietățile ortodoxe, în număr de 514 biserici, capele și mănăstiri au fost mult păgubite.

## Organizare
Reședința arhiepiscopală este în orașul Nicosia.
Sfântul Sinod este organismul care are autoritatea bisericească supremă în Biserica autocefală a Ciprului. Există cinci eparhii conduse de episcopi aleși și mitropoliți. Acestea sunt: Paphos, Kitium, Kyrenia, Limassol și Morphou.